# Vergessenes Land
Vergessenes Land ist das zweite Album der deutschen Band Sturmschäden. Es erschien 1992 und blieb weitgehend unbeachtet.

## Einordnung
Vergessenes Land unterscheidet sich grundlegend von seinem Vorgänger Pirat oder Popstar, dem Debütalbum der Sturmschäden. Die Texte sind durchgehend deutschsprachig, inhaltlich düster und von Weltuntergangsstimmung geprägt. Die Musik ist rockig und gitarrenorientiert, die wavigen Anklänge des Erstlings sind nahezu verschwunden. Vergessenes Land erinnert an deutsche Bands der frühen 1980er Jahre, wie Fehlfarben oder Extrabreit.
In einer kleinen Auflage von etwa 100 Exemplaren war das Album auch als LP mit einem weißen Cover erhältlich. LP und CD sind vergriffen und wurden nie wieder neu aufgelegt.

## Titelliste
1. Boden deiner Welt – 3:47
2. Alleine sein – 2:12
3. Nicht noch einmal – 5:14
4. Aus gestern wird heute – 2:59
5. Mehr wird ich – 2:34
6. Nichts passiert – 4:12
7. Ewigkeit – 3:09
8. Vergessenes Land – 3:34
9. Sucht nach mehr – 3:08
10. Keine Chance – 5:02
11. Löcher der Macht – 4:40
12. Orientierung – 2:31
13. Rattenschwänze – 4:26
14. Augen – 2:51
15. Zum Kämpfen – 2:01

Texte: Michael Klaucke, Musik: Sturmschäden